# 오르다 칸
오르다 칸( c. 1204-1280 A.D.)은 몽골의 군사전략가이자 칸(재위:1226~1280)이었다. 오르다는 몽골어로 큰 무리, 큰 집단이라는 뜻이다. 킵차크 한국의 동부 지역인 화이트 호드(백장 한국)의 칸이었다.
오르다 이첸은 백장 한국을 창건하였다. 그는 주치의 장남이었고 징기스 칸의 장손이었다. 그의 부친의 사후에 그는 동부 영역을 상속받았고 발하시호에서 볼가강까지였다. 이곳에서 그는 결국 백장 한국(아크 오르다)을 세웠다. 볼가 강의 서쪽은 바투 칸의 땅이었다. 그는 청장한국의 첫 군주가 되었다. 구유크와 사이가 안 좋던 동생 바투 칸은 1246년 7월 귀위크 칸의 대칸 즉위식에 불참하고 형 오르다를 대신 보내기도 했다.

## 같이 보기
- 몽골의 칸 목록